# Cucurbita moschata
Cucurbita moschata és una espècie de carbassa (gènere Cucurbita). El nom específic significa moscada. Està entre les cinc espècies de cucurbitàcies més conreades (d'un total d'unes 25 espècies). Es tracta d'una espècie més tolerant a la calor i l'alta humitat relativa que altres espècies com Cucurbita maxima o Cucurbita pepo (carbassó). També mostren una gran resistència a les plagues d'insectes, especialment resistent és la varietat anomenada carbassa vinatera.

## Descripció

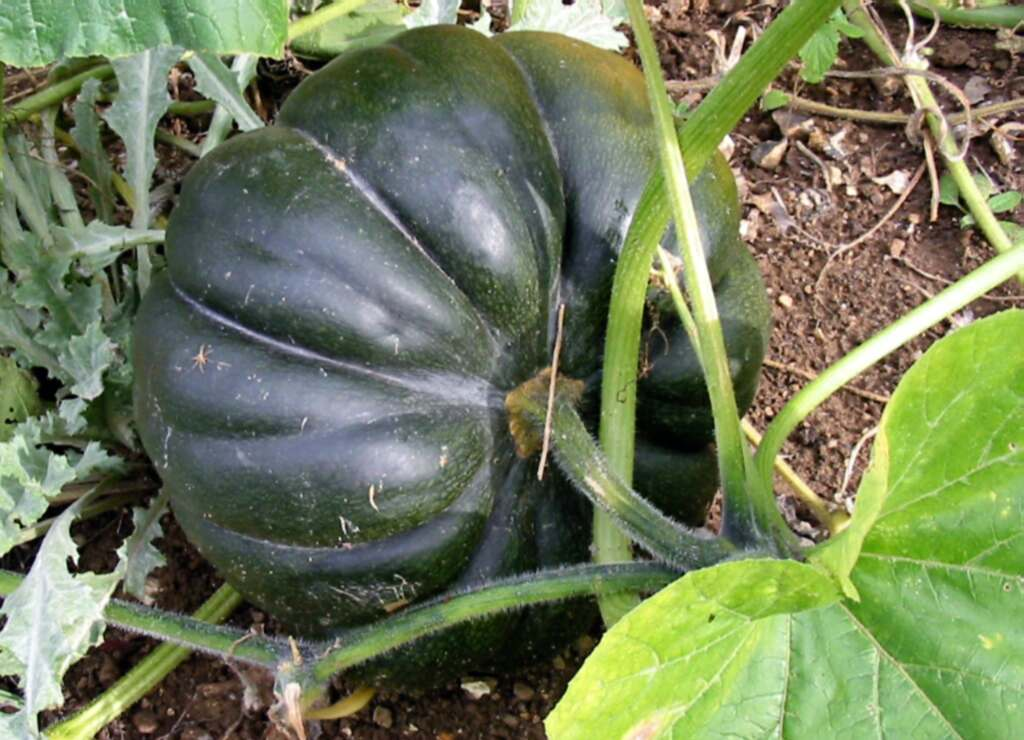
Cucurbita moschata a Provença

És una herbàcia anual, de llargues tiges que s'estenen per terra o s'agafen a algun tutor. Tota la planta està coberta de pèls i no és espinosa.
Les fulles són grans, enteres, de nerviació palmada, amb cinc lòbuls poc marcats, color verd amb taques blanques i vellutades.
Les flors presenten sexes separats en la mateixa planta (planta monoica) amb colors que varien del groc al taronja.
Els fruits són en general de forma allargada, amb l'extremitat en forma de botella, a vegades són esfèriques. El seu color és molt variable. El peduncle és molt característic amb cinc costelles molt marcades.
Les llavors són planes i ovals d'un gris marronós, rugoses amb els marges molt marcats i ondulats.

## Usos
Amb la seva polpa se'n fan sopes, purés i altres plats. També se'n fa cabell d'àngel però per aquesta finalitat es fa servir més sovint Cucurbita ficifolia que és l'única que comercialment s'anomena carbassa cabell d'àngel.
De les seves llavors se n'obté un oli.